# 22 июля (фильм)
«22 июля» (англ. 22 July) — американская криминальная драма 2018 года о терактах в Норвегии в 2011 году и их последствиях, основанный на книге Осне Сейерстада «Один из нас: История резни в Норвегии и её последствиях». Сценарист, продюсер и режиссёр фильма Пол Гринграсс. Мировая премьера фильма состоялась 5 сентября 2018 года в главном конкурсном разделе 75-го Венецианского международного кинофестиваля и позже был выпущен на Netflix 10 октября 2018 года.

## Сюжет
Андерс Беринг Брейвик одевается в полицейскую форму, загружает в фургон самодельную взрывчатку и едет в Правительственный квартал в Осло, Норвегия. Он покидает фургон возле офиса премьер-министра Йенса Столтенберга. Через несколько мгновений фургон взрывается, что приводит к появлению первых жертв теракта.
На острове Утёйа в Тюрифьорд, Бускеруд, подростки из рабочей молодежи лиги (AUF) приехали в летний лагерь, организованный правящей Лейбористской партией. Когда они узнают о взрыве в центре города, один из студентов, Вильяр Хансен, звонит своим родителям, чтобы убедиться, что они не пострадали.
Брейвик приезжает к парому и сообщает персоналу, что он полицейский, которого отправили охранять остров после нападения. Директор лагеря доставляет его на остров на лодке. Брейвик просит персонал собрать детей в одном месте. Когда начальник службы безопасности запрашивает у него удостоверение личности, Брейвик стреляет в него, и директор погибает. Дети слышат выстрел и начинают бежать, и Брейвик открывает огонь.
Вильяр и его брат Торье прячутся на скалистой набережной на пляже. Вильяр звонит матери, чтобы сообщить, что идёт стрельба. Брейвик находит группу и начинает стрелять. В Вильяря попадают несколько пуль, но Торье убегает невредимым. В это время на остров прибывают спецслужбы Норвегии, которым Брейвик сдаётся практически без сопротивления. Его переправляют с острова в столицу для допроса.
Брейвик утверждает, что он является лидером белой националистической группировки, называемой Тамплиерскими Рыцарями, и что по его сигналу произойдёт больше атак. Он просит помощи у адвоката Гейра Липпестада, который однажды в суде уже защищал неонациста. Липпестад использует в суде доводы о невменяемости подзащитного, что вызывает бурную критику: если Брейвика признают невменяемым, он будет помещён в клинику для лечения, а не сядет в тюрьму для отбывания наказания. Психиатры диагностируют у Брейвика возможную параноидальную шизофрению, но сам Брейвик просит Липпестада не использовать такую тактику, так как хочет легитимизировать его действия.
Тем временем Вильяр выходит из комы со множественными травмами, проходит реабилитацию и возвращается домой. При поддержке своей матери и выжившей после нападения на остров Утёйа девушки он предстаёт перед судом в качестве свидетеля и представляет отчёт о бойне. Брейвика приговоривают к пожизненному заключению.

## В ролях
| Актёр                   | Роль                  |
| ----------------------- | --------------------- |
| Андерс Даниэльсен Ли    | Андерс Беринг Брейвик |
| Джон Эгарден            | Геир Липпестад        |
| Торбьерн Харр           | Свейнн Аре Хансен     |
| Йонас Странд Гравли     | Вильяр Хансен         |
| Ола Г. Фурусет          | Йенс Столтенберг      |
| Ульрикке Хансен Довиген | Инги Бежер Энг        |
| Исак Бакли Аглен        | Торье Хансен          |
| Мария Бок               | Кристин Кристофферсен |
| Тон Даниэльсен          | Судья Венче Арнцен    |
| Соня Софи Синдинг       | Лайк Липпестад        |
| Турид Гуннес            | Метте Ларсен          |
| Кенан Ибрагомефендик    | доктор Колберг        |
| Моника Борг Фуре        | Моника Босей          |
| Ингрид Энгер Дэймон     | Александра Беч Гьёрв  |
| Седа Витт               | Лара Рашид            |
| Аня Мария Свенкеруд     | Сив Халлгрен          |
| Хассе Линдмо            | Свейн Холден          |

## Производство
21 августа 2017 года Пол Гринграсс объявил, что работает над новым фильмом Netflix, посвящённым атакам и их последствиям в Норвегии в 2011 году. Производство началось в конце 2017 года. Трейлер фильма был выпущен 4 сентября 2018 года. Гринграсс признал, что он использовал норвежских актёров и съёмочную группу для фильма, потому что он считал, что фильм должен быть идентифицирован как норвежский. Он также сказал, что не использовал норвежский язык при съёмках, так как он сам не знает язык, поэтому актёры подбирались в том числе по знанию английского языка.